# Ніссен-Саломан Генрієтта
Генріє́тта Ні́ссен-Салома́н (урождена Ніссен, швед. Henriette Nissen-Saloman; нар. 12 березня 1819, Гетеборг — пом. 27 серпня 1879) — шведська співачка (мецо-сопрано) та музичний педагог.

## Життєпис
Навчалася в Парижі співу в Мануеля Гарсіа та фортепіано в Фридерика Шопена. 1842 року дебютувала в партії Ельвіри в «Дон Жуані».
Гастролювала по Європі. 1852 року вийшла заміж за скрипаля та композитора Сигфрида Саломана. У березні цього ж року відвідала Одесу, де в місцевому театрі дала концерт. У програмі виступу - арії із "Роберта-Диявола" Дж.Мейєрбера, речитатив і арія із "Сомнамбули" В.Белліні, каватина з "Ернані" Дж.Верді, романси шведських композиторів. У цьому концерті взяли участь артисти місцевої італійської оперної трупи. Пізніше, 24 березня 1852 р., співачка взяла участь у концерті піаніста Сеймура Шиффа. Від 1859 року разом із чоловіком жила та викладала в Санкт-Петербурзі, була професором Санкт-Петербурзької консерваторії.
Серед учнів Наталія Ірецька.
1881 року посмертно опубліковано капітальну працю Генрієтти Ніссен-Саломан «Повна школа співу».